# Baronia de Claret

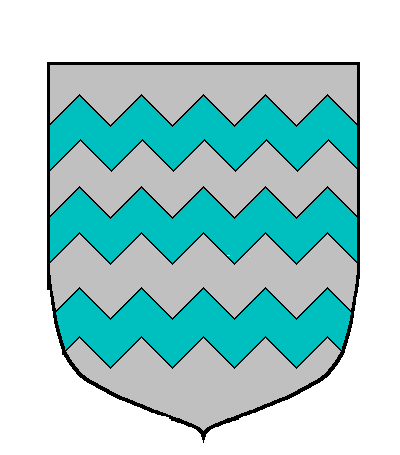
Escut dels barons de Claret

La Baronia de Claret fou una baronia del Pallars Jussà. Tenia el seu centre neuràlgic en el poble de Claret, del terme municipal de Tremp.
És una de les baronies creades al segle xvii. Fou concedida el 1654 a Francesc d'Areny i de Toralla, senyor de Claret ja en aquell moment. El 1787 passà als Gràcia. En aquella època consta com a possessió d'aquesta baronia el poble de Beranui, a la Vall Fosca i altres pobles, sense continuïtat geogràfica entre ells, com Gurp i Corroncui. El precedent de la baronia fou el senyoriu de Claret, que el 1640 era en mans del Comte de Santa Coloma de Queralt, Dalmau de Queralt.
A més de l'antic terme de l'ajuntament de Claret, annexionat el 1847 a Tremp, i que ha format sempre un enclavament del terme d'aquesta ciutat entre el de Talarn, el de Castell de Mur (antics termes de Mur i Guàrdia de Tremp), i el de Fígols de Tremp, ara unit al de Tremp, la Baronia de Claret incloïa el terme primigeni de l'antic ajuntament de Fígols de Tremp, el que correspon a la parròquia de Sant Pere de Fígols de Tremp.
L'actual IX baró de Claret és Íñigo Méndez de Vigo Montojo.